# Ташева, Зинат
Зинат Ташева — советский хозяйственный, государственный и политический деятель, Герой Социалистического Труда.

## Биография
Родилась в 1926 году в Кашкадарьинском округе Узбекской ССР. Член КПСС.
С 1940 года — на хозяйственной, общественной и политической работе. В 1940—1981 гг. — колхозница, звеньевая, бригадир хлопководческой бригады колхоза имени Энгельса Каршинского района Кашкадарьинской области Узбекской ССР.
Указом Президиума Верховного Совета СССР от 14 декабря 1972 года за большие успехи, достигнутые в увеличении производства и продажи хлопка, зерна, других продуктов земледелия, и проявленную трудовую доблесть на уборке урожая присвоено звание Героя Социалистического Труда с вручением ордена Ленина и золотой медали «Серп и Молот».
Делегат XXV съезда КПСС.
Умерла в Каршинском районе.